# Premio Stanislavskij
Il Premio Stanislavskij (in russo Верю. Константин Станиславский?, Verju. Konstantin Stanislavskij) è un premio speciale conferito a partire dal 2001 nel corso del Festival cinematografico internazionale di Mosca come risultato eccezionale nella carriera di recitazione e devozione ai principi della scuola di Stanislavskij. In precedenza veniva assegnato un Premio onorario per il contributo al cinema.

## Vincitori del Premio onorario per il contributo al cinema
- 1995 Sergej Bondarčuk  Russia, Tonino Guerra  Italia e Beata Tyszkiewicz  Polonia
- 1997 Robert De Niro  Stati Uniti, Andrej Končalovskij  Russia, Sophia Loren  Italia e Catherine Deneuve  Francia
- 1999 Marco Bellocchio  Italia
- 2000 Gleb Panfilov  Russia

## Vincitori del Premio Stanislavskij
- 2001 Jack Nicholson  Stati Uniti
- 2002 Harvey Keitel  Stati Uniti
- 2003 Fanny Ardant  Francia
- 2004 Meryl Streep  Stati Uniti
- 2005 Jeanne Moreau  Francia
- 2006 Gérard Depardieu  Francia
- 2007 Daniel Olbrychski  Polonia
- 2008 Isabelle Huppert  Francia
- 2009 Oleg Jankovskij  Russia (postumo)
- 2010 Emmanuelle Béart  Francia
- 2011 Helen Mirren  Regno Unito
- 2012 Catherine Deneuve  Francia
- 2013 Ksenija Rappoport  Russia
- 2014 Inna Čurikova  Russia
- 2015 Jacqueline Bisset  Francia
- 2016 Marina Neëlova  Russia
- 2017 Michele Placido  Italia
- 2018 Nastassja Kinski  Germania
- 2019 Ralph Fiennes  Regno Unito